# Skol- och landsbygdspartiet
Skol- och landsbygdspartiet är ett lokalt politiskt parti i Piteå kommun, som bildades under namnet Skolpartiet i Piteå inför valet till kommunfullmäktige 2014. 
Skolfrågan är den viktigaste frågan för partiet.  
I kommunalvalet 2014 fick partiet 2,43 procent av rösterna vilket motsvarade 698 röster och erhöll därmed ett mandat i kommunfullmäktige.